# Королёва, Кристина Викторовна
Кристи́на Ви́кторовна Королёва (род. 6 ноября 1990), в девичестве Полтаве́ц — российская легкоатлетка, специалистка по многоборьям и прыжкам в высоту. Выступает на профессиональном уровне с 2010 года, победительница Кубка Европы в командном зачёте, чемпионка России в семиборье, многократная призёрка первенств всероссийского значения. Представляет Кемеровскую и Липецкую области. Мастер спорта России международного класса.

## Биография
Кристина Полтавец родилась 6 ноября 1990 года. Уроженка Кемерово, занималась лёгкой атлетикой под руководством заслуженного тренера России Анатолия Михайловича Канашевича.
Впервые заявила о себе в сезоне 2010 года, когда в пятиборье стала седьмой на всероссийских соревнованиях в Кемерово и в семиборье заняла 11-е место на чемпионате России в Чебоксарах.
В 2011 году была девятой на зимнем чемпионате России в Пензе и 11-й на летнем чемпионате России в Чебоксарах.
В 2012 году в пятиборье показала 11-й результат на зимнем чемпионате России в Москве, стала пятой на Кубке России в Белгороде. В семиборье была пятой на Кубке России в Адлере, девятой на чемпионате России в Чебоксарах, седьмой на командном чемпионате России в Адлере.
В 2013 году в пятиборье стала шестой на зимнем чемпионате России в Волгограде и пятой на Кубке России в Белгороде. В семиборье показала шестой результат на чемпионате России в Чебоксарах и четвёртый результат на командном чемпионате России в Адлере.
В 2014 году в пятиборье с личным рекордом в 4228 очков выиграла бронзовую медаль на зимнем чемпионате России в Новочебоксарске. В семиборье завоевала бронзовую награду и установила личный рекорд (5797) на Кубке России в Адлере, взяла бронзу на летнем чемпионате России в Чебоксарах. Попав в состав российской сборной, выступила на Кубке Европы по легкоатлетическим многоборьям в Торуне — с результатом в 5531 очко заняла 15-е место в личном зачёте семиборья и тем самым помогла своим соотечественникам выиграть общий командный зачёт.
В 2015 году вышла замуж за липецкого многоборца Максима Королёва и взяла его фамилию. В этом сезоне помимо прочего выиграла бронзовую медаль в прыжках в высоту на чемпионате России в Чебоксарах.
В 2016 году в прыжках в высоту взяла бронзу на зимнем чемпионате России в Москве.
В 2017 году получила серебро в прыжках в высоту на зимнем чемпионате России в Москве.
На зимнем чемпионате России 2020 года в Москве вновь была третьей в зачёте прыжков в высоту, тогда как на чемпионате России в Адлере одержала победу в семиборье.
В 2021 году завоевала серебряную награду в прыжках в высоту на зимнем чемпионате России в Москве.
На чемпионате России 2022 года в Чебоксарах показала в прыжках в высоту четвёртый результат.
За выдающиеся спортивные достижения удостоена почётного звания «Мастер спорта России международного класса».